# Olympische Sommerspiele 2024/Teilnehmer (Guam)
| Gelbes Symbol für Goldmedaillen mit stilisierten Olympischen Ringen | Graues Symbol für Silbermedaillen mit stilisierten Olympischen Ringen | Braundes Symbol für Bronzemedaillen mit stilisierten Olympischen Ringen |
| ------------------------------------------------------------------- | --------------------------------------------------------------------- | ----------------------------------------------------------------------- |
| —                                                                   | —                                                                     | —                                                                       |

Guam nahm an den Olympischen Spielen 2024 vom 26. Juli bis zum 11. August 2024 in Paris mit acht Athleten teil. Es war die insgesamt zehnte Teilnahme an Olympischen Sommerspielen.

## Teilnehmer nach Sportarten

### Gewichtheben
| Athleten       | Wettbewerb       | Reißen  | Reißen | Stoßen  | Stoßen | Zweikampf | Zweikampf | Rang |
| Athleten       | Wettbewerb       | Gewicht | Rang   | Gewicht | Rang   | Gewicht   | Rang      | Rang |
| -------------- | ---------------- | ------- | ------ | ------- | ------ | --------- | --------- | ---- |
| Frauen         |                  |         |        |         |        |           |           |      |
| Nicola Lagatao | Klasse bis 49 kg | 59 kg   | 11     | 77 kg   | 11     | 136 kg    | 11        | 11   |

### Judo
| Athleten     | Wettbewerb       | 1. Runde   | 1. Runde | 2. Runde | 2. Runde | Achtelfinale  | Achtelfinale  | Viertelfinale | Viertelfinale | Halbfinale / Trostrunde | Halbfinale / Trostrunde | Finale / Platz 3 | Finale / Platz 3 | Rang |
| Athleten     | Wettbewerb       | Gegner     | Ergebnis | Gegner   | Ergebnis | Gegner        | Ergebnis      | Gegner        | Ergebnis      | Gegner                  | Ergebnis                | Gegner           | Ergebnis         | Rang |
| ------------ | ---------------- | ---------- | -------- | -------- | -------- | ------------- | ------------- | ------------- | ------------- | ----------------------- | ----------------------- | ---------------- | ---------------- | ---- |
| Frauen       |                  |            |          |          |          |               |               |               |               |                         |                         |                  |                  |      |
| Maria Escano | Klasse bis 57 kg | M. Esteves | 0s1:10   | —        | —        | ausgeschieden | ausgeschieden | ausgeschieden | ausgeschieden | ausgeschieden           | ausgeschieden           | ausgeschieden    | ausgeschieden    | 17   |

### Kanu

#### Kanurennsport
| Athleten          | Wettbewerb | Vorlauf     | Vorlauf | Viertelfinale | Viertelfinale | Halbfinale    | Halbfinale    | A/B-Finale    | A/B-Finale    | Rang |
| Athleten          | Wettbewerb | Zeit        | Rang    | Zeit          | Rang          | Zeit          | Rang          | Zeit          | Rang          | Rang |
| ----------------- | ---------- | ----------- | ------- | ------------- | ------------- | ------------- | ------------- | ------------- | ------------- | ---- |
| Frauen            |            |             |         |               |               |               |               |               |               |      |
| Raina Taitingfong | C1 200 m   | 1:05,90 min | 7       | 1:07,17 min   | 7             | ausgeschieden | ausgeschieden | ausgeschieden | ausgeschieden | 31   |
| Raina Taitingfong | K1 500 m   | 2:29,66 min | 7       | 2:27,03 min   | 7             | ausgeschieden | ausgeschieden | ausgeschieden | ausgeschieden | 40   |

### Leichtathletik
Laufen und Gehen
| Athleten      | Wettbewerb | Vorlauf    | Vorlauf | Runde 1       | Runde 1       | Halbfinale    | Halbfinale    | Finale        | Finale        | Rang |
| Athleten      | Wettbewerb | Zeit       | Rang    | Zeit          | Rang          | Zeit          | Rang          | Zeit          | Rang          | Rang |
| ------------- | ---------- | ---------- | ------- | ------------- | ------------- | ------------- | ------------- | ------------- | ------------- | ---- |
| Frauen        |            |            |         |               |               |               |               |               |               |      |
| Regine Tugade | 100 m      | 12,02 s    | 4       | 11,87 s       | 8             | ausgeschieden | ausgeschieden | ausgeschieden | ausgeschieden | 61   |
| Männer        |            |            |         |               |               |               |               |               |               |      |
| Joseph Green  | 100 m      | 10,85 s SB | 4       | ausgeschieden | ausgeschieden | ausgeschieden | ausgeschieden | ausgeschieden | ausgeschieden | 84   |

### Ringen

#### Freier Stil
Legende: G = Gewonnen, V = Verloren, S = Schultersieg
| Athleten       | Wettbewerb       | Achtelfinale | Achtelfinale | Viertelfinale | Viertelfinale | Halbfinale    | Halbfinale    | Hoffnungsrunde Halbfinale | Hoffnungsrunde Halbfinale | Hoffnungsrunde Finale | Hoffnungsrunde Finale | Finale        | Finale        | Rang |
| Athleten       | Wettbewerb       | Gegner       | Ergebnis     | Gegner        | Ergebnis      | Gegner        | Ergebnis      | Gegner                    | Ergebnis                  | Gegner                | Ergebnis              | Gegner        | Ergebnis      | Rang |
| -------------- | ---------------- | ------------ | ------------ | ------------- | ------------- | ------------- | ------------- | ------------------------- | ------------------------- | --------------------- | --------------------- | ------------- | ------------- | ---- |
| Frauen         |                  |              |              |               |               |               |               |                           |                           |                       |                       |               |               |      |
| Mia Aquino     | Klasse bis 53 kg | Pang Q.      | 0:4          | ausgeschieden | ausgeschieden | ausgeschieden | ausgeschieden | ausgeschieden             | ausgeschieden             | ausgeschieden         | ausgeschieden         | ausgeschieden | ausgeschieden | 16   |
| Rckaela Aquino | Klasse bis 57 kg | G. Penalber  | 0:2          | ausgeschieden | ausgeschieden | ausgeschieden | ausgeschieden | ausgeschieden             | ausgeschieden             | ausgeschieden         | ausgeschieden         | ausgeschieden | ausgeschieden | 14   |

### Triathlon
| Athleten      | Wettbewerb | Zeit | Rang |
| ------------- | ---------- | ---- | ---- |
| Frauen        |            |      |      |
| Manami Iijima | Einzel     | DNF  | DNF  |